# 北9線
北9線 海尾－埔尾，是位於新北市的一條鄉道，北起新北市三芝區海尾，南至新北市三芝區埔尾，全長3.479公里。

## 路線說明
新北市
- 三芝區：海尾（起點，台2線岔路）→ 福海路 → 埔尾（終點，101線岔路）

## 歷史沿革
| 北9線歷史沿革 | 北9線歷史沿革                               | 北9線歷史沿革                            |
| 年代          | 本編號沿革                                  | 本路線沿革                               |
| ------------- | ------------------------------------------- | ---------------------------------------- |
| 1961年        | 沙崙－林子5.139km                           | 當時為北3線（車路崎－埔尾3.486km）       |
| 1976年        | 原線改納台2線，北9線改為大龜崙－淡水3.515km | 當時為北3線（車路崎－埔尾3.449km）       |
| 1983年        | 原北9線改編為北1線；原北3線改編為北9線。    | 原北9線改編為北1線；原北3線改編為北9線。 |

## 交會公路
- 台2線（起點）
- 101線（終點）